# Euphorbia pyrenaica
Euphorbia pyrenaica — вид рослин із родини молочайних (Euphorbiaceae), зростає у Франції й Іспанії.

## Опис
Це багаторічна рослина 5–15 см заввишки. Кореневище повзуче, м'ясисте. Стебла 5–13(19) см, трав'янисті, слабкі, лежачо-висхідні, гнучкі, голі й лускаті біля основи. Листки дрібні, дещо товсті, від еліптичної до довгастої форми, тупі, цілі. Середнє й верхнє листя 4–12(17) × 2–5(10) мм. Суцвіття зонтикове; циатій 3.3–3.6 мм, майже сидячий, часто поодинокий, з чотирма червоними залозами. Квітки жовті. Період цвітіння: весна, початок літа. Коробочка велика, 4.2–5(5.8) × 4.7–5.4(5.8) мм, майже сферична, гола, з невеликими тупими поперечними хребтами, у період дозрівання червонувата. Насіння 2.3–3.1(3.9) × 1.7–2.4(2.6) мм, майже сферичне і яйцеподібне, коричневе, гладке. 2n = 42.

## Поширення
Зростає у Франції й Іспанії. Населяє скелі та осипи на висотах 700–2000 метрів.